# Placoclytus virgulatus
Placoclytus virgulatus är en skalbaggsart som beskrevs av Chemsak och Linsley 1974. Placoclytus virgulatus ingår i släktet Placoclytus och familjen långhorningar. Inga underarter finns listade i Catalogue of Life.